# Marton Boldizsár Marcell
Isten szolgája Marton Boldizsár P. Marcell OCD (Kiskomár, 1887. szeptember 9. – Budapest, 1966. május 29.) karmelita szerzetespap, író. Boldoggá avatása folyamatban van.

## Élete
Marton Boldizsár 1887-ben született a mai Zalakomáron, az akkori Kiskomár településen. Gimnáziumi tanulmányait a keszthelyi premontrei gimnáziumban kezdte, majd a nagyszombati főgimnáziumban fejezte be. 1905-től Budapesten magyar-latin-görög szakos hallgató.
1910-től Petrozsény, majd később 1914-től Zalaegerszegen kezdett tanítani. Pedagógiai munkájával mind kollégái, mind pedig tanítványai maradéktalanul elégedettek voltak. Bár mélyen vallásos családból származik, de egyetemi tanulmányai alatt eltávolodott a hittől, s el is fordult tőle, ezért 16 évig nem járult szentségekhez. 1916-ban önként – egy kétgyermekes apa helyett – bevonult a hadseregbe, ahol hadnagyi rangfokozatba kerül és Albániába kerül szolgálatra. Ez alatt zajlik le egy megtérési folyamat, aminek végén 38 évesen kérte felvételét a karmelita rendbe. 1925. július 3-án Győrött lépett a rendbe, július 16-án öltözött be. 1929. július 16-án teszi le örök fogadalmát, 1930. június 14-én szentelték pappá.
Örök fogadalma és felszentelése után újoncmester, hitszónok és gyóntató a rend győri rendházában, majd 1943-ban helyezik Budapestre. Az 1940-es évek második felében országos hírű prédikátor és gyóntató lett. Többek között Boldog Apor Vilmos és Mindszenty József gyóntatója volt. 
1950-től miután a szerzetesrendeket feloszlatták a működési engedélyét megvonták. A veszéllyel nem törődve lelki gondozói feladatait tovább folytatta egészen 1966. május 29-én, pünkösdvasárnap bekövetkezett haláláig. Győrben a Karmelita templomban temették el.  
2019. nyarán egy zalakomári család a zalakarosi Banya-hegyen felállította az első Tiszteletreméltó Marcell Atya Emlékhelyet.
Az emlékhely a 2020-as Eucharisztikus Kongresszus előtt is tiszteleg.[forrás?]

## Kanonizációja
Boldoggá avatását már Mindszenty József is szorgalmazta. A rendszerváltás után indította el hivatalosan boldoggá avatási eljárását a Karmelita rend magyar rendtartománya. 2007. augusztus 16-án Szentek Ügyeinek Kongregációja erre vonatkozóan kiadott rendelkezése értelmében megtörtént hamvainak kánoni azonosítása, majd maradványait a budapesti Karmelita templomban erre a célra előkészített sírhelyen, a Fájdalmas Szűzanya oltára előtt helyezték el.

## Irodalmi munkássága
- Muzulmán sírokon. Egy tiszt naplójából összeállította Marton Boldizsár; Zrínyi Ny., Zalaegerszeg, 1922
- Mária ruhájában – Szentbeszédek. Győr, 1935
- Kilencnapi ájtatosság elmélkedésekben Nagy Szent Teréz tiszteletére. Győr, 1939
- Mária kezében – Szentbeszédek. Győr, 1940
- A bizalom szentje; Kármelita zárda, Győr, 1940
- Kolostori iskola a Kármelen I-II., Budapest 1943, illetve II. kötet: 1946
- Kolostori iskola. Haladás a tökéletesség útján. 2. kötet; Szt. István Társulat, Bp., 1946
- Kármel ékessége és királynője. A Kármelhegyi Boldogasszony tisztelete kilenc elmélkedésben; Kármelita Rendház, Bp., 1948
- Szépszeretet. Életem emlékei a Szűzanyában. Egy hivatás története a kármelbe; Christliche Innerlichkeit, Bécs, 1982
- Muzulmán sírokon. Egy I. világháborús tiszt naplójából; Parvis, Hauteville, 198?
- Kisboldogasszony csillaga. Marcell atya naplójegyzetei; szemelvényvál., bev. Sinkó Ferenc; Szt. István Társulat, Bp., 1987
- Magasztalja lelkem az Urat...; vál. Keresztury Dezső; Karmelita Rendtartomány, Bp., 1997
- Szépszeretet. Életem emlékei a Szűzanyában. Egy hivatás története a kármelbe; St. Josef, Mayerling, 1999
- Útmutató csillag. Marcell atyával végig az éven; Szt. Gellért, Bp., 2002
- Összeszedettség; Szt. Gellért, Bp., 2014
- Tíz nap Isten előtt. Marcell atya lelkigyakorlata Attyapusztán, 1955. június 6-15.; előszó, bev., jegyz. P. Kovács Csaba Albert; Magyar Sarutlan Kármelita Rendtartomány–Szt. Gellért, Bp., 2008 (A Szűzanya testvéreinek!)
- Szépszeretet. Marton Marcell karmelita atya önéletrajzi írása; kritikai kiad.; Nyolc Boldogság Katolikus Közösség–Magyar Sarutlan Karmelita Rendtartomány, Homokkomárom–Keszthely, 2008
- Szépszeretet Marton Marcell karmelita atya önéletrajzi írása; kritikai, 2. átdolg., bőv. kiad.; Sarutlan Karmelita Rendtartomány, Bp., 2014